# Симорот Микола Іванович
Мико́ла Іва́нович Симорот (нар. 1928, Ольшана, Чернігівська область - пом. 2010, Київ, Україна) — український лікар-морфолог. Заслужений працівник народної освіти України (1998), доктор медичних наук, професор, завідувач кафедри патологічної та топографічної анатомії і оперативної хірургії (1991—1997) в Національній медичній академії післядипломної освіти імені П. Л. Шупика.

## Біографія
Народився Микола Симорот в 1928 році в селі Ольшана Прилуцького округу, в родині хлібороба.
У 1953 році закінчив Львівський медичний інститут. Аспірантську підготовку пройшов на кафедрі анатомії Львівського медінституту. У 1965 році, після захисту кандидатської дисертації, спрямований на кафедру анатомії Ворошиловградського медінституту.
Звання доцента отримав у Гродненському медінституті. Працюючи проректором з науково-дослідної роботи Гродненського Державного медичного інституту, в 1972 році захистив докторську дисертацію «Кровоносна система шлунково-кишкового тракту при східчастих резекціях шлунка і гастректомія».
З 1991 по 1997 роки — завідувач кафедри топографічної анатомії та оперативної хірургії, з 1997 року — завідувач курсом топографічної анатомії і оперативної хірургії.
Помер у 2010 році у віці 82 роки

## Наукова діяльність
Микола Симорот є вихованцем наукової школи академіка В. В. Кованова. Науковий напрямок — морфо-функціональні обґрунтування оперативних втручань на органах черевної порожнини, органоспецифічні особливості перебігу раневого процесу та пошук адекватних шляхів його регуляції.
Автор 185 наукових робіт, в тому числі 1 монографії та 4 навчальних посібників. Автор кількох раціоналізаторських пропозицій. Під його керівництвом виконано 1 докторська і 5 кандидатських дисертацій.